# Tecnica diagnostica di Wartegg
La tecnica diagnostica di Wartegg (Wartegg-Zeichentest), conosciuta da molti come WZT, è una tecnica diagnostica adatta a cogliere la struttura di personalità nell'aspetto globale e dinamico, cioè di sviluppo, di crescita e di qualità delle risorse psicologiche che ogni persona possiede. Viene spesso catalogato tra i test proiettivi semi strutturati. È di facile applicazione in quanto le norme impartite a chi la esegue sono minime: si tratta di rielaborare a matita sopra un unico modulo otto disegni spontanei a partire dagli stimoli fissati negli otto quadratini del modulo. 
Negli otto campi disegnativi emergono dei disegni che sono sollecitati dai sentimenti interiori messi in movimento dagli stimoli (che secondo l'Autore sono imparentati con il concetto di archetipo junghiano).

## Descrizione del test
Gli stimoli proposti da Ehrig Wartegg sono otto ed hanno una posizione particolare nei singoli quadretti. Rispondono ad alcune caratteristiche, che sostanzialmente Ehrig Wartegg riassume in una categoria: minimo di quantità e massimo di qualità (espressiva). A prova eseguita rimangono sul modulo dei disegni “nati da sentimenti profondi”, otto disegni collegati all'esperienza di ognuno (Erlebnis). Essi visualizzano il mondo interiore e le capacità espressive di chi ha disegnato. La prova è eminentemente un test clinico, in cui il disegno spontaneo veicola alla coscienza problematiche o istanze diversamente chiamate nella psicologia attuale. Oggi possiamo dire che la tecnica diagnostica di Wartegg coglie tratti psicologici che appartengono ad approcci all'uomo proposti in vari modi dalla psicologia accademica. 
Visualizzano: 
•	istanze che esprimono il coordinamento cosciente delle energie a servizio dell'Io;
•	istanze che esprimono modalità evolutive;
•	istanze che presentano il mondo interiore dominato da paure nascoste (legate alle repressioni arcaiche della prima educazione del fanciullo);
•	istanze di autovalutazione (immagine di sé a livello emotivo e a livello razionale);
•	istanze che proiettano il sé nella completezza, collegata alle relazioni e al divenire futuro; 
•	istanze che esprimono capacità creative.

## La costruzione della prova e la figura professionale di Wartegg
Ehrig Wartegg (1897-1983) ha raccolto pazientemente e rielaborato questi stimoli lungamente in modo sperimentale. Nel corso di dieci anni, in cui lavorò sopra i sentimenti umani nel laboratorio che era stato di Wilhelm Wundt a Lipsia, sperimentò con persone normali, statisticamente campionate, una metodologia di ricerca allora di successo, specifica dell'approccio sperimentale di Wundt-Krueger, conosciuta come sentimento ed espressione del sentimento, confluita poi nella cosiddetta Psicologia della Totalità.
La tecnica diagnostica fu iniziata da Ehrig Wartegg fin dagli anni ‘30, ma fu congedata, a nome suo, solo nel 1953 con la specificazione introduzione alla grafoscopia sperimentale (per l'appunto il WZT). Quando pubblicò il manuale del suo test, che chiamò di diagnosi stratigrafica, la sua tecnica era già nota agli studiosi di quasi tutto il mondo, europei e americani che probabilmente avevano avuto una sua conoscenza diretta, in quanto suoi allievi o colleghi a Lipsia o che si erano laureati con Felix Krueger (di cui Wartegg fu assistente fino al 1937). 
Questi stessi colleghi o allievi, che avevano imparato a Lipsia la diagnosi espressiva dei sentimenti umani, alla quale avevano lavorato con Wartegg, erano rimasti in collegamento con lui, ed esportarono poi nel mondo i suoi lavori. Chi aveva studiato a Lipsia in quegli anni e aveva partecipato al famoso Laboratorio di Wundt, diretto allora da Felix Krueger, conosceva anche Wartegg, suo assistente, e le sue ipotesi diagnostiche sui sentimenti umani, che divergevano in alcuni punti da quelle rigorose di Krueger. 
Il lavoro di dottorato di Wartegg (1937) porta un titolo ambizioso e insieme programmatico che esprime la pista delle ricerche future sul profondo delle persone: “Rappresentazioni e Carattere, forme interpretative di libere espressioni a disegno e progetto di una tipologia caratterologica”.
In seguito alle vicende politiche che impedirono a Ehrig Wartegg la carriera di docente di psicologia a Lipsia, venne pubblicato da lui stesso a suo nome, solo nel 1939. 
Il nome di Ehrig Wartegg è legato senz'altro alla tecnica diagnostica che va sotto il suo nome: il Wartegg Zeichen Test (WZT). A causa di vicende politiche complesse e note al mondo degli studiosi, l'opera e la figura di Ehrig Wartegg fu adombrata da subito e non fu compresa (e anche dimenticata) nel mondo libero occidentale, con il quale non c'era allora comunicazione, e si presentò quasi come criptata, anche per volontà stessa dell'autore. Forse per questo il WZT fu utilizzato in modo incompleto e superficiale da tutti. 
Di Ehrig Wartegg nel mondo tedesco non si seppe quasi nulla fino all'anno 2000. La prima fonte in cui vengono riportate una certa quantità di notizie sulla sua figura e sul suo operato apparve grazie ad una ricerca storica che porta un titolo: “Con senza Freud, per la storia della psicoanalisi nella Germania dell’Est”. In questa ricerca vengono indagate le sorti della psicoanalisi nelle zone tedesche del periodo prebellico (1925) fino alla caduta del Muro di Berlino (1989), vicende nelle quali fu personalmente coinvolto anche Ehrig Wartegg, in quanto appartenente di spicco alla psicologia tedesca contrastata dai regimi totalitari. Le autrici, psicoterapeute e ricercatrici storiche, raccolgono notizie preziose per la conoscenza di personaggi importanti, mediante interviste di prima mano fatte a chi aveva conosciuto psicologi, psichiatri e psicoterapeuti del periodo nazista-comunista di Germania, persone emergenti in servizio all'epoca. Fra questi è incluso anche Ehrig Wartegg.

## Storia della tecnica
Analogamente a quanto avvenne con il famoso Test delle macchie di Rorschach (1921) anche il WZT ebbe una storia di crescita indipendente dalla concezione originale, una storia che si potrebbe definire “riduttiva” rispetto alle capacità diagnostiche del test. 
Nato da matrice psicoanalitica e gestaltica, il WZT venne presentato nella Germania nazista e comunista, come una prova di disegno libero, di fantasia, adatta a cogliere capacità disegnative o tratti caratteriali e venne utilizzato quasi solo in questa ottica. 
Ehrig Wartegg che aveva conseguito il dottorato in Psicologia dei sentimenti a Lipsia nel 1937 fu stroncato nella carriera di docente dalla prepotenza nazista proprio quando il WZT iniziava a circolare, sotto la sua supervisione, nella versione originale. La tecnica stratigrafica circolò ciononostante nel mondo libero, come ad esempio in America e Europa Ovest, ma l'uso che se ne fece fu solo in parte quello insistentemente proposto dall'Autore.
Anche oggi il WZT viene utilizzato da molti studiosi in modo non aderente alle indicazioni dell'autore, assai ridotto quanto alle sue possibilità diagnostiche.

## Struttura dinamica interna del WZT
L'aspetto clinico è lo specifico della tecnica diagnostica, chiamata dall'autore stratigrafica (quasi sinonimo di psicoanalitica) in quanto coglie gli strati profondi che vanno a formare quell'aspetto della psiche umana che viene chiamato inconscio.
La sintesi che Ehrig Wartegg concretizzò nel WZT è un approccio alla personalità “totale”, colta nel momento in cui ognuno si trova quando si sottopone alla prova, quasi un “ritratto” che può rimanere come un documento, e che può venir studiato da vari punti di vista: 
•	nei contenuti proiettivi veicolati mediante approccio psicanalitico (libere associazioni freudiane) in vista di una psicoterapia;
•	nelle problematiche più urgenti ed eventualmente disturbanti (approccio psicodiagnostico o comunque pedagogico-clinico);
•	nelle modalità grafiche che esprimono creatività e direzioni in vista di un orientamento al lavoro.
Non bisogna dimenticare che l'autore era uno psicoanalista della prima ora, e che la psicoanalisi rimase sempre per lui (come si espresse in età avanzata a chi lo intervistava) “il primo amore”.

## Completezza nell'utilizzo della prova
Ehrig Wartegg usò la sua tecnica come una ricerca del profondo. Infatti può raggiungere livelli diagnostici completi ed esaustivi, solo se usata nella sua valenza psicoanalitica. Ehrig Wartegg, che era psicanalista di formazione psicoanalitica e ricercatore in psicologia dei sentimenti, nel suo test WZT utilizza quattro matrici: 
•	la matrice espressiva grafica-verbale (positiva/visiva della metodologia diagnostica imparata a Lipsia quando era ricercatore creativo) che ha le radici nella totalità della persona; 
•	la matrice psicoanalitica delle associazioni libere (di freudiana memoria) che conducono al “racconto” delle proprie esperienze (calate nel continuum del vissuto arcaico);
•	la matrice gestaltica che propone (o impone) al disegno realizzato sul modulo la “buona forma” della immagine che raccoglie i sentimenti fissati nel profondo (disegnati in immagini che rimangono sul modulo);
•	la matrice grafologica che presenta particolari tratti del carattere di ognuno collegati al segno grafico (argomenti tipici della grafologia francese e tedesca dell'epoca). 
Wartegg usò tutta la vita il WZT con questa completezza diagnostica.

## Il Crisi Wartegg System
Dal 1998, data della prima edizione del Manuale del Test di Wartegg (ES. MaGi), la tecnica si è arricchita di un nuovo metodo di somministrazione, siglatura ed interpretazione ideato da Alessandro Crisi (Sapienza Università, Roma) e denominato C.W.S. (Crisi Wartegg System). Questo sistema liberando lo strumento da alcune complessità strutturali ma, soprattutto, dotandolo di un diverso e più solido sistema teorico di riferimento, lo ha reso più agevole restituendogli tutto l'enorme potenziale diagnostico e valutativo riconosciutogli da numerosi studiosi (Mattlar, Gardziella, Fontana, Kinget). Presentato fin dal 1999 nei più importanti congressi internazionali (International Society of Rorschach e Society for Psychological Assessment) il CWS sta raccogliendo un grande successo ed è attualmente insegnato in numerose istituzioni nazionali (Università di Roma e di Napoli) ed internazionali (fra tutte il Center for Therapeutic Assessment di S. Finn, Austin, Texas).